# أسترو كيد
أسترو كيد (بالفرنسية: Terra Willy, planète inconnue)‏ هو فيلم رسوم متحركة فرنسي من إخراج إريك توستي، صدر في عام 2019.

## القصة
بعد تدمير مركبتهم الفضائية، انفصل الشاب ويلي عن الآباء الذين سافر معهم في الفضاء. تهبط كبسولته في قارب نجاة على كوكب بري وغير مكتشف. في هذه الأثناء، سيكتشف ويلي، باك وفلاش، مخلوق غريب قاموا بتكوين صداقات معه.

## وصلات خارجية
- أسترو كيد على موقع IMDb (الإنجليزية)
- أسترو كيد على موقع روتن توميتوز (الإنجليزية)
- أسترو كيد على موقع قاعدة بيانات الأفلام العربية
- أسترو كيد على موقع ألو سيني (الفرنسية)
- أسترو كيد على موقع أول موفي (الإنجليزية)
- أسترو كيد على موقع فيلمافينيتي (الإسبانية)
- أسترو كيد على موقع قاعدة بيانات الأفلام السويدية (السويدية)
- أسترو كيد على موقع قاعدة بيانات الفيلم (الإنجليزية)
- أسترو كيد على موقع ليتربوكسد (الإنجليزية)
- أسترو كيد على موقع كينوبويسك (الروسية)